# Vitautas
Vytautas el Grande o Vitold el Grande (Vytautas Didysisⓘ, en bielorruso: Vitaŭt, en latín: Alexander Vitoldus, en polaco: Witold, en rusino: Vitovt, c. 1350-27 de octubre de 1430) fue uno de los gobernantes más famosos del Gran Ducado de Lituania con el título de Didysis Kunigaikštis, el equivalente a rey.
Vytautas fue gran duque de Lituania (1401-1430), cuyos territorios abarcaban principalmente el territorio habitado por lituanos y rutenos. Fue también príncipe de Hrodna (1370-1382),  príncipe de Lutsk (1387-1389) y candidato a rey de los husitas.
En la Lituania contemporánea, Vytautas es considerado un héroe nacional y es una figura importante en el renacimiento cultural y nacional lituano de principios del siglo XX. Vytautas es un nombre de varón muy común hoy en día, y la Universidad Vitautas Magnus tiene ese nombre en su honor. Tras la Primera Guerra Mundial, en muchas ciudades de la independiente República de Lituania (1918-1940), fueron erigidas numerosas estatuas con su figura.

## La lucha por el poder

### Infancia

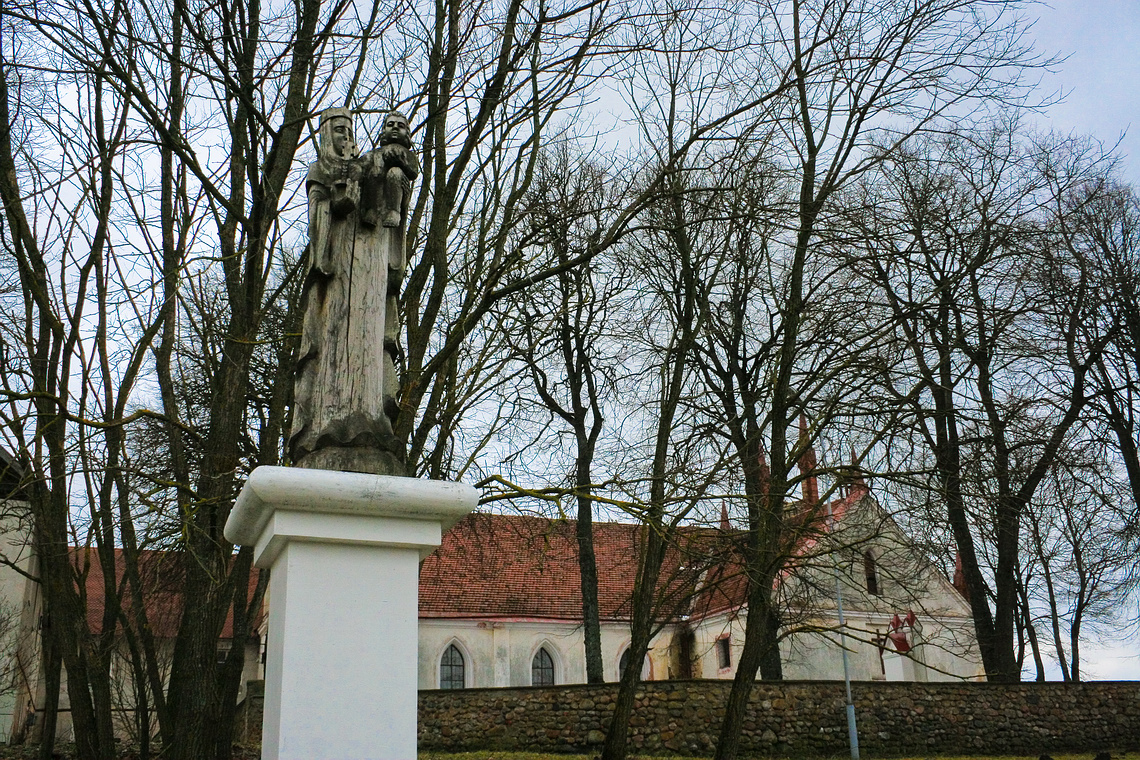
Estatua en el lugar de nacimiento de Vytautas.

Vytautas nació en 1350 en el castillo de la moderna Senieji Trakai ("Vieja Trakai"). Era hijo de Kęstutis y su segunda esposa Birutė, primo de Ladislao Jagellón (Jogaila) —que luego reinó en Polonia con el nombre de Ladislao II— y abuelo de Basilio II de Rusia.

### 1377-1384

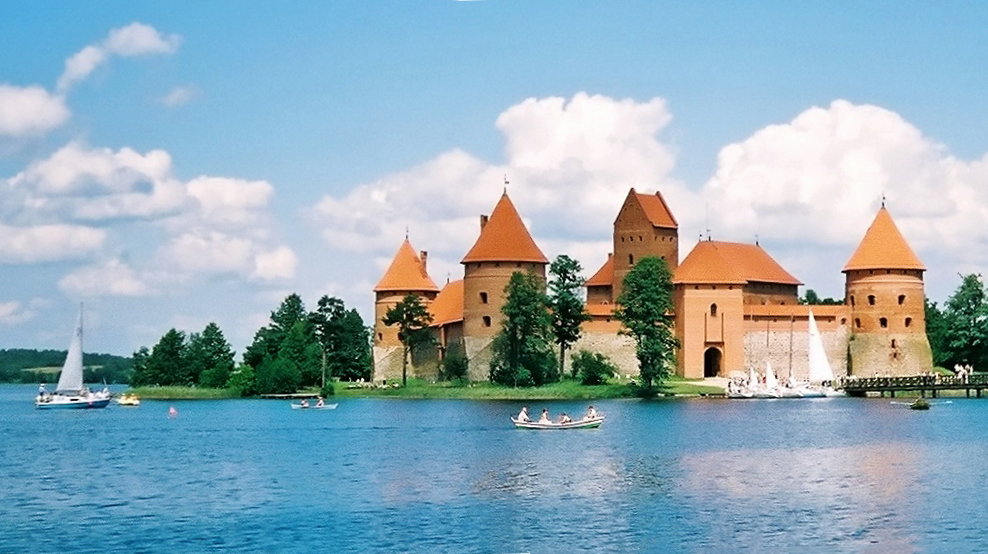
Castillo de la isla de Trakai.

El padre de Vitautas, Kęstutis (Keistut) y su tío Algirdas eran hermanos y no compitieron por el poder. Algirdas era el gran duque de Lituania y Kęstutis el principal responsable de su defensa contra los caballeros teutones. Sin embargo tras la muerte de Algirdas en 1377 la armoniosa relación que había existido no se continuó con el hijo de este y nuevo gran duque, Jagellón. En 1380 Jagellón firmó en secreto con los teutones el Tratado de Dovydiškes contra Kęstutis. Cuando Kęstutis lo descubrió al año siguiente, asedió Vilna, apresó a Jagellón y se proclamó gran duque. Jaguelón consiguió escapar y reunió un ejército contra Kęstutis y su hijo Vytautas. Ambos ejércitos se dispusieron para el combate pero no hubo batalla. Kęstutis estaba dispuesto a negociar, pero tanto él como Vytautas fueron capturados y trasladados al castillo de Kreva. Una semana más tarde Kęstutis fue hallado muerto, y si fue asesinado o murió de muerte natural es todavía hoy cuestión de debate entre los historiadores.

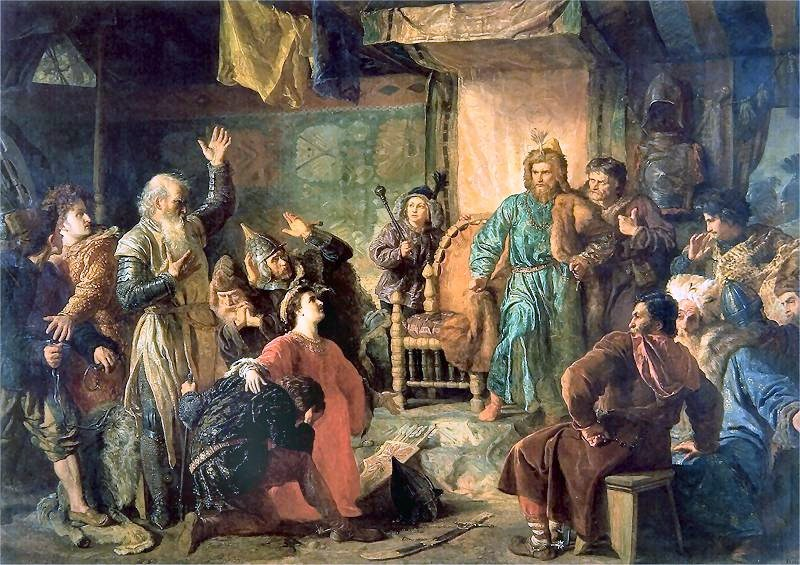
Vytautas y Kęstutis hechos prisioneros por Jagellón. Óleo de Wojciech Gerson.

Vytautas logró escapar de Kreva en 1382. La historia de su fuga es bien conocida: se permitió a su mujer, Ana, visitarlo en el castillo. Durante una de las visitas Vytautas se vistió como una de las sirvientas de Ana. Tras la huida buscó la ayuda de los caballeros teutones, con los que Jagellón estaba también negociando. Ambos redactaron el Tratado de Dubysa, por el que se convertiría al cristianismo, se aliaría con la Orden Teutónica y le cedería parte de Samogitia hasta el río Dubysa, pero el tratado nunca fue ratificado.
En verano de 1383, se reanudó la guerra entre la Orden y Jagellón. Vytautas se bautizó según el rito católico y recibió el nombre de Wigand (lt. Vygandas), aunque más tarde volvería al paganismo. Vytautas llevó a cabo varias incursiones contra Jagellón. En enero de 1384 Vytautas prometió de nuevo ceder parte de Samogitia a la Orden Teutónica hasta el río Nevėžis a cambio del título de gran duque de Lituania. No obstante, en julio de dicho año, Vytautas decidió romper la alianza con los teutones y se reconcilió con Jagellón para, a continuación, quemar tres importantes castillos teutónicos y recuperar todas las tierras que habían pertenecido a Kęstutis excepto Trakai.

### 1389-1392

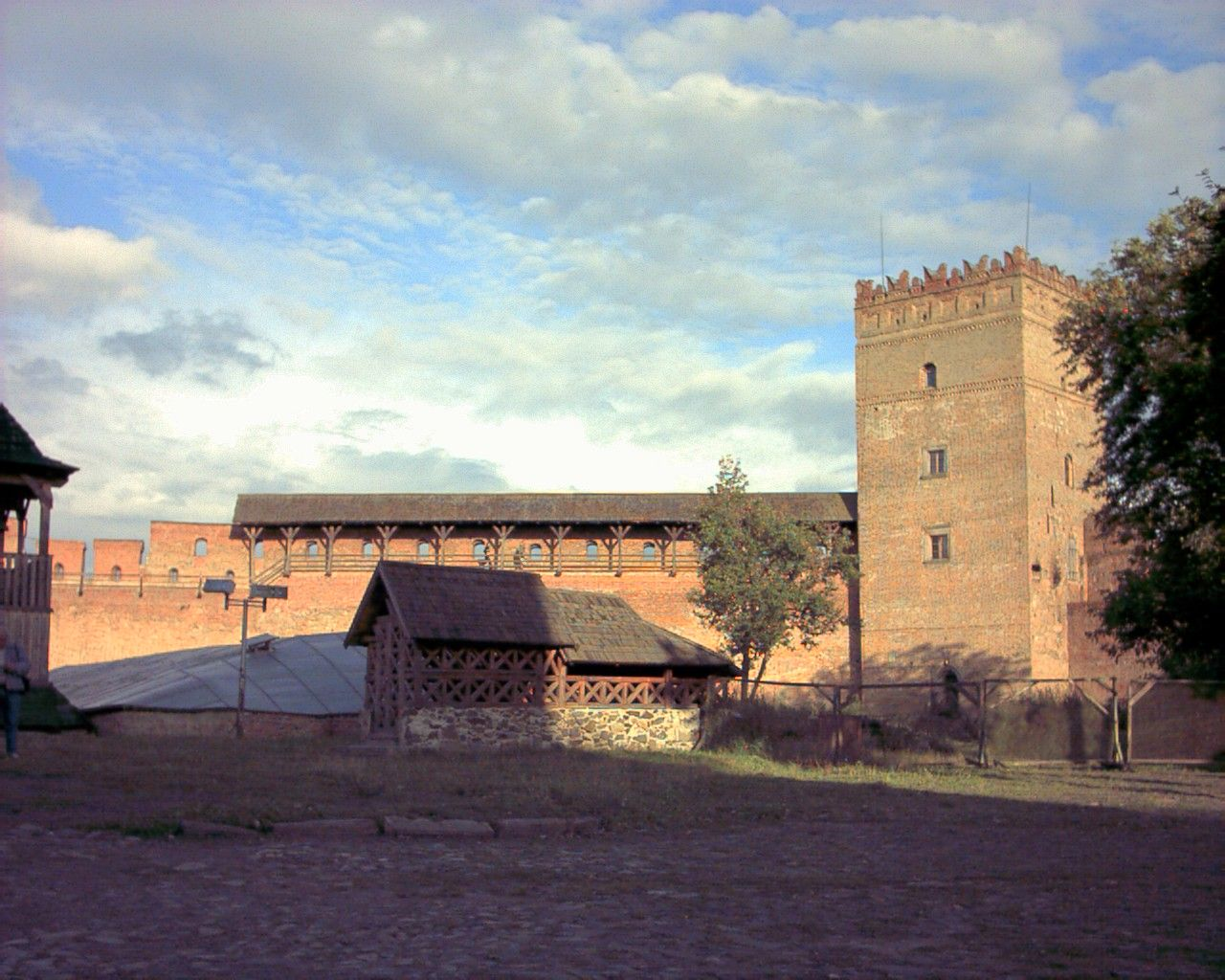
Castillo de Lutsk (Ucrania).

Vytautas firmó en 1385 el tratado por el que se estableció la Unión de Kreva con Polonia y fue rebautizado en 1386, con el nombre de Alejandro. Este tratado suponía que Jagellón se casaría con Eduvigis (Jadwiga, en polaco) de Polonia y que Vytautas se convertiría en rey de Polonia. Dejó a su hermano Skirgaila como regente del Gran Ducado de Lituania. Sin embargo no era popular entre el pueblo y Vytautas lo vio como una oportunidad de volver a ser gran duque. En 1389 empezó la guerra y atacó Vilna, pero fracasó. Vytautas tuvo que pedir ayuda a los teutones por segunda vez a principios de 1390 a cambio de respetar el acuerdo original de 1384 y entregar Samogitia a la Orden. Su ejército atacaba en esta ocasión Lituania.
Para incrementar su influencia Vytautas hizo casar a su única hija —Sofía de Lituania— con Basilio I de Rusia en 1391. La nobleza polaca no veía con buenos ojos que su nuevo rey, Ladislao II Jagellón, dedicara tanto tiempo a los asuntos del Gran Ducado de Lituania. Resultaba evidente que la guerra duraría años y que no aportaría beneficios al país. En 1392 Enrique de Masovia, el enviado de Ladislao, ofreció a Vytautas convertirse en regente en lugar de Skirgaila. Vytautas aceptó, quemó tres castillos teutónicos y volvió a Vilna. Jagellón y Vitautas firmaron el  Acuerdo de Ostrów o Astrava, por el que Vytautas recuperaba todo el territorio que había sido gobernado por su padre, incluyendo Trakai, y ganaba nuevos territorios. Gobernaría el Gran Ducado en nombre de Ladislao II Jagellón y, tras su muerte, todas las tierras y poderes serían devueltas al rey de Polonia.

## Gran duque de Lituania

### Política en el este

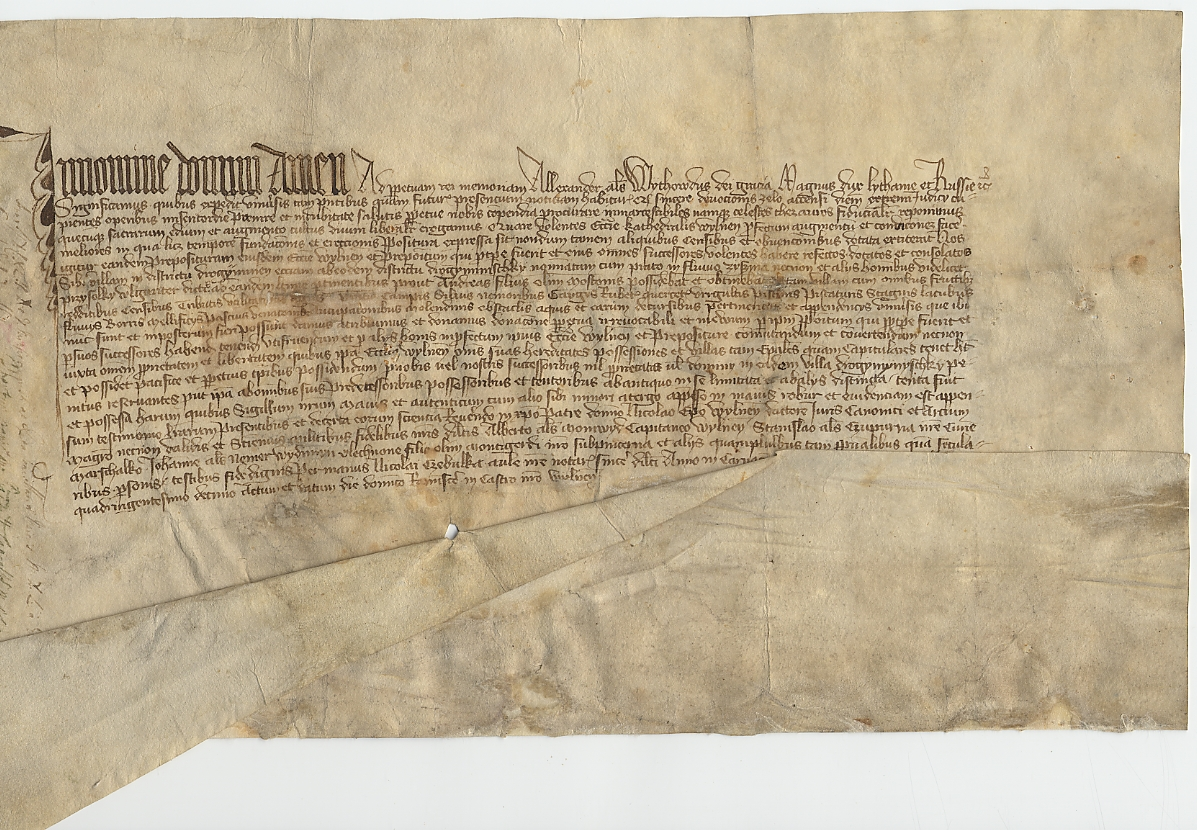
Privilegio concedido en Vilna el 16 de febrero de 1410 por Vytautas el Grande a la catedral de Vilna (en latín).

Vytautas continuó con la idea de Algirdas de controlar la mayor cantidad posible de territorio de Moscovia. Muchas tierras estaban ya bajo su control, pero el resto seguían en manos de la Horda de Oro.Toqtamish, kan de la Horda de Oro solicitó de Vytautas ayuda cuando, tras ser derrotado por Tamerlán, fue destronado en 1395. Vytautas ayudaría a Toqtamish a recuperar el trono a cambio de ceder tierras al Gran Ducado. En 1398 el ejército de Vytautas atacó Crimea y levantó allí un castillo. Lituania en ese momento se extendía desde el Báltico hasta el mar Negro. Unos cuantos prisioneros tártaros fueron enviados a la Lituania étnica.

Columnas de Gediminas, símbolo de Vytautas y su estado.

Estimulados por el éxito de la campaña Vytautas y Ladislao II consiguieron el apoyo del papa Bonifacio IX para organizar una cruzada contra los mongoles. Políticamente era una declaración implícita de que el Gran Ducado había aceptado el cristianismo y de que los caballeros teutones no tenían ya una justificación para atacar Lituania.
La campaña culminó en 1399 en una derrota aplastante en la batalla del río Vorskla. Más de veinte príncipes, incluyendo dos hermanos de Ladislao II, murieron y Vytautas escapó con vida a duras penas. La derrota causó una enorme conmoción en el Gran Ducado y en Polonia. Algunos territorios se rebelaron contra Vytautas y Smolensko fue recuperado por su antiguo señor hereditario, Jorge de Smolensko, y no fue reconquistado por los lituanos hasta 1404. Vytautas emprendió la guerra contra su yerno Basilio I de Moscú y Švitrigaila, un hermano de Jagellón que había conseguido el apoyo de la Orden Teutónica y se había proclamado «gran príncipe». Los dos ejércitos se desplegaron pero no hubo batalla. Por el Tratado de Ugra Velikiy Novgorod le sería entregada a Simeón Lingwen, el hermano de Jagellón, y la importante ciudad de Pskov a Jerzy Nos, el enviado de Jaguellón (lo cual suponía una clara violación del tratado de Raciąż). La guerra con Moscovia concluyó en diciembre de 1408, bajo unos términos que hacían inevitable un futuro conflicto con los caballeros teutones, a pesar de los intentos de Armando II de Celje de conseguir una solución negociada.

### Guerras contra la Orden Teutónica

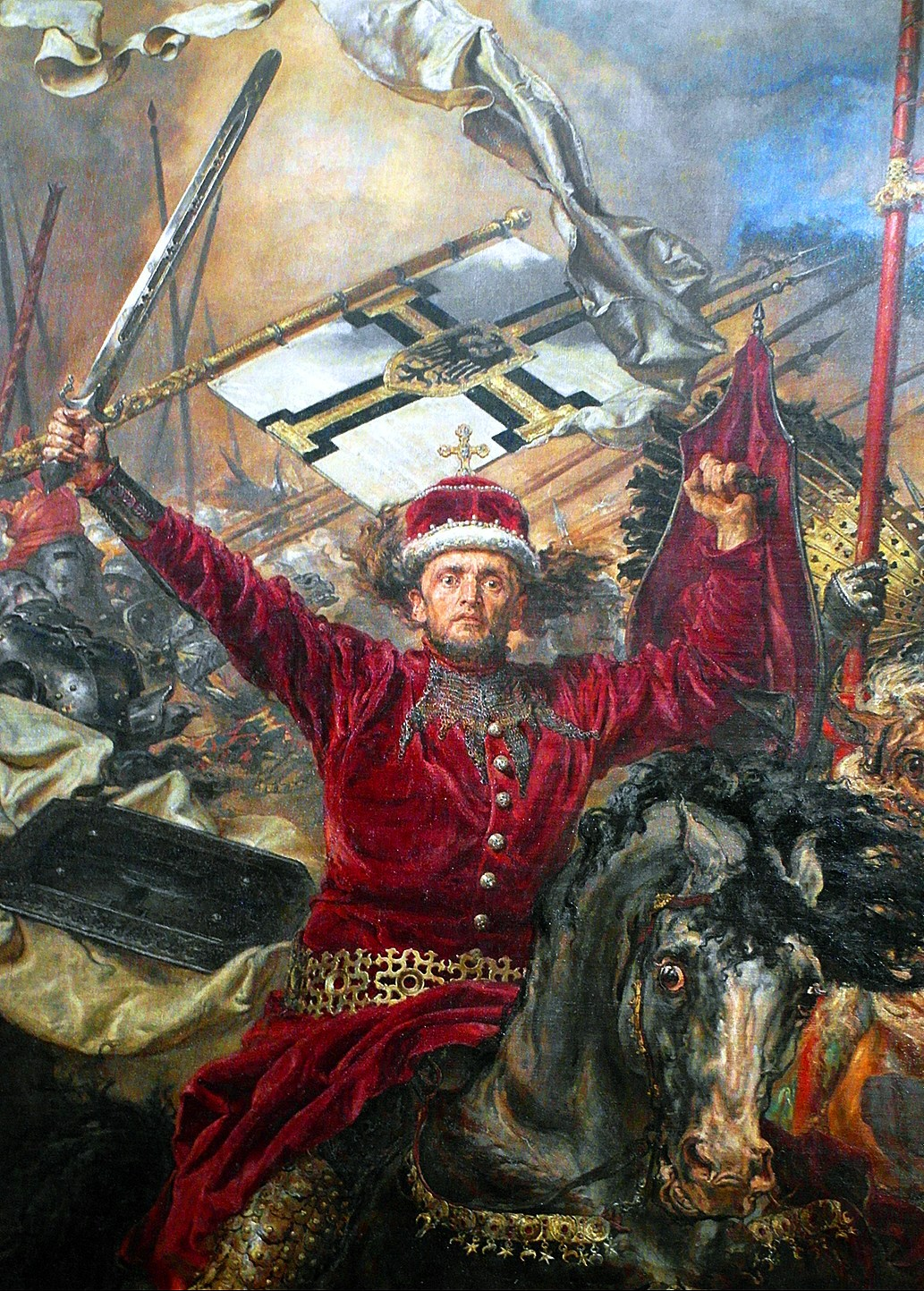
Vytautas el Grande en el óleo de Jan Matejko que representa la batalla de Grunwald.

El 12 de octubre de 1398, en preparación para la cruzada contra la Horda de Oro, Vitautas había firmado con los caballeros teutones el Tratado de Salynas, por el que les había cedido Samogitia. Dicha región era especialmente importante para la Orden porque estaba situada entre los territorios de los caballeros teutones, en Prusia, y los de la Orden de Livonia, en Letonia. Ambas órdenes deseaban unirse y constituir una fuerza poderosa, sin embargo los caballeros sólo controlaron Samogitia durante tres años, pues en 1401 sus habitantes, apoyados por Vytautas, se rebelaron y quemaron dos castillos. Los caballeros recibieron el apoyo de Švitrigaila, hermano de Jagiełło, que deseaba arrebatarle el título a Vytautas. En 1404 se firmó un nuevo tratado que repetía en esencia los términos del de Salynas: Samogitia era entregada a los caballeros teutones y Polonia prometía no ayudar a Lituania en caso de guerra. A cambio los caballeros se comprometieron a ayudar a Vytautas en el este y a no apoyar a ningún Gediminas que reclamara el título de gran duque. Sin embargo, el tratado no resolvió los problemas y todas las partes se prepararon para la guerra.

Lituania, Polonia y los territorios de los caballeros teutones a comienzos del siglo.

En 1408 Vytautas consiguió la paz en el este y volvió a ocuparse de la cuestión Samogitia. En 1409 estalló una segunda rebelión contra los teutones apoyada por Vytautas. Los rebeldes incendiaron el castillo de Skirsnemunė y, debido al apoyo que recibían de Polonia y Lituania, estalló una guerra generalizada. Vytautas reunió un gran ejército que se unió a los polacos y se dirigieron hacia el castillo de Marienburg (hoy Malbork), cuartel general de los teutones. En 1410 Vytautas en persona mandó las fuerzas del Gran Ducado en la batalla de Grunwald (también conocida como batalla de Tannenberg o Žalgirio mūšis). El resultado fue una victoria decisiva polaco-lituana y, aunque el sitio de Marienburg fracasó, los teutones nunca volverían a recuperar su fuerza anterior y la amenaza que suponían contra Polonia y Lituania se vería considerablemente mermada.
Con la Paz de Torun de 1411 Vytautas recibió Samogitia de por vida. No obstante, las partes no se pusieron de acuerdo en la delimitación de la frontera. Segismundo, emperador del Sacro Imperio, accedió a mediar. El año 1413 se determinó que el banco derecho del río Neman formaba parte de Samogitia y, por lo tanto, pertenecía a Lituania. Los teutones no estaban de acuerdo y empezó una nueva guerra en 1414. La guerra duró un par de meses y la disputa se llevó al Concilio de Constanza. Aunque no se resolvió, los habitantes de Samogitia tuvieron la oportunidad de presentar su caso ante los líderes de Europa, hecho que es considerado de gran importancia en la historia diplomática de Lituania. Nuevos intentos de mediación tuvieron lugar y todos fracasaron, lo que derivó en otra guerra en 1422. Tras un par de meses de lucha se firmó el Tratado del Lago Melno. Samogitia se devolvía a Lituania a perpetuidad y la ciudad de Memel (la actual Klaipėda) y sus territorios circundantes permanecerían en poder de la Orden. Una vez establecida la paz, Vytautas pudo concentrarse en realizar reformas y en las relaciones con Polonia.

### Relaciones con Polonia
En 1399 Eduviges de Polonia y su hijo recién nacido murieron en el parto. La posición de Jagellón se vio en peligro puesto que los lazos que tenía con el trono dependían de su esposa y era, además, extranjero. Además, la derrota de Vorskla le forzó a reconsiderar las relaciones entre Polonia y Lituania. El resultado fue el Pacto de Vilnius y Radom en 1401. A Vytautas se le otorgó una gran autonomía, pero tras su muerte el título y los poderes como Gran Duque de Lituania serían transferidos al rey de Polonia. La nobleza polaca accedió a, en el caso de que Jagellón muriera primero sin heredero, no elegir un nuevo rey sin consultar a Vytautas. El hecho que hace única esta unión es que la nobleza lituana presentó su propio documento: por primera vez alguien que no fueran los duques jugaba un papel en las cuestiones de estado.
Vytautas fue uno de los creadores de la Unión de Horodło con Polonia en 1413. Dicha unión tuvo más importancia cultural que política, porque los nobles cristianos lituanos recibieron los mismos derechos que los szlachta polacos. Los nobles ortodoxos quedaban excluidos. Esto abrió el camino para más contactos y cooperación entre los nobles, así como para la Mancomunidad.
En enero de 1429 Vytautas había recibido, con el apoyo del emperador Segismundo, el título de Rey de Lituania, pero los emisarios que transportaban la corona fueron detenidos por magnates polacos en otoño de 1430. Otra corona fue enviada, pero Vytautas murió en el castillo de la isla de Trakai varios días antes de que llegara a Lituania. Fue enterrado en la catedral de Vilna.

### Reformas

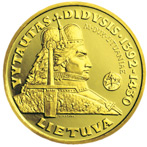
Moneda conmemorativa dedicada a Vytautas el Grande. Reverso.

Vytautas apoyó el desarrollo económico de su estado e introdujo numerosas reformas. Durante su reinado el Gran Ducado de Lituania se fue haciendo progresivamente más centralizado a medida que los príncipes locales con lazos dinásticos con el trono eran reemplazados por gobernadores leales a Vytautas. Estos gobernadores eran ricos terratenientes que formaban la base de la nobleza lituana. Durante el gobierno de Vytautas alcanzaron su máximo esplendor las familias Radziwiłł y Goštautai.